# Ла-Плата (город)
Ла-Пла́та (исп. La Plata) — город в Аргентине, административный центр провинции Буэнос-Айрес. Расположен на берегу эстуария Ла-Плата.

## История города
После придания Буэнос-Айресу статуса Федерального округа в 1880 году было принято решение перенести центр провинции в специально построенный для этой цели город Ла-Плата. Эти земли имели известность как «Холмы Бухты» (исп. Las Lomas de la Ensenada или исп. Lomas de Ensenada). Территория была расположена по пути из юго-восточного города Мар-дель-Плата в Буэнос-Айрес на северо-запад, вдоль атлантического побережья и берегов эстуария Ла-Платы. Дату 19 ноября 1882 года, когда губернатор провинции Буэнос-Айрес Дардо Роча заложил первый камень в строительстве нового города, принято считать моментом основания Ла-Платы.
По решению Рочи, в городе должны были располагаться все провинциальные управленческие учреждения, а также университет. Архитектор города Педро Бенуа разработал план, основанный на рационалистическом подходе к строительству городских центров. Город имеет форму квадрата с центральной площадью (на ней располагается и центральный парк) и двумя диагональными авенидами (главными улицами), протянувшимися с севера на юг и с востока на запад. Сами части города дублируют друг друга по принципу фрактала, а эти части представляют собой небольшие блоки 6 на 6, вытянувшиеся в длину. Помимо диагональных авенид, улицы, пересекающие их под прямым углом, образуют своеобразную сетку. Таким образом, Ла-Плата получила прозвище «la ciudad de las diagonales» («город диагоналей»). Ещё одно название города — «la ciudad de los tilos» («город лип») — из-за большого количества насаждений этих деревьев вдоль улиц.
В 1884 году в городе впервые во всей Латинской Америке появилось электрическое освещение улиц.
В 1952 году город был переименован в Эва-Перон в честь национальной героини Аргентины, но прежнее название было возвращено в 1955 году.

## Культура и наука

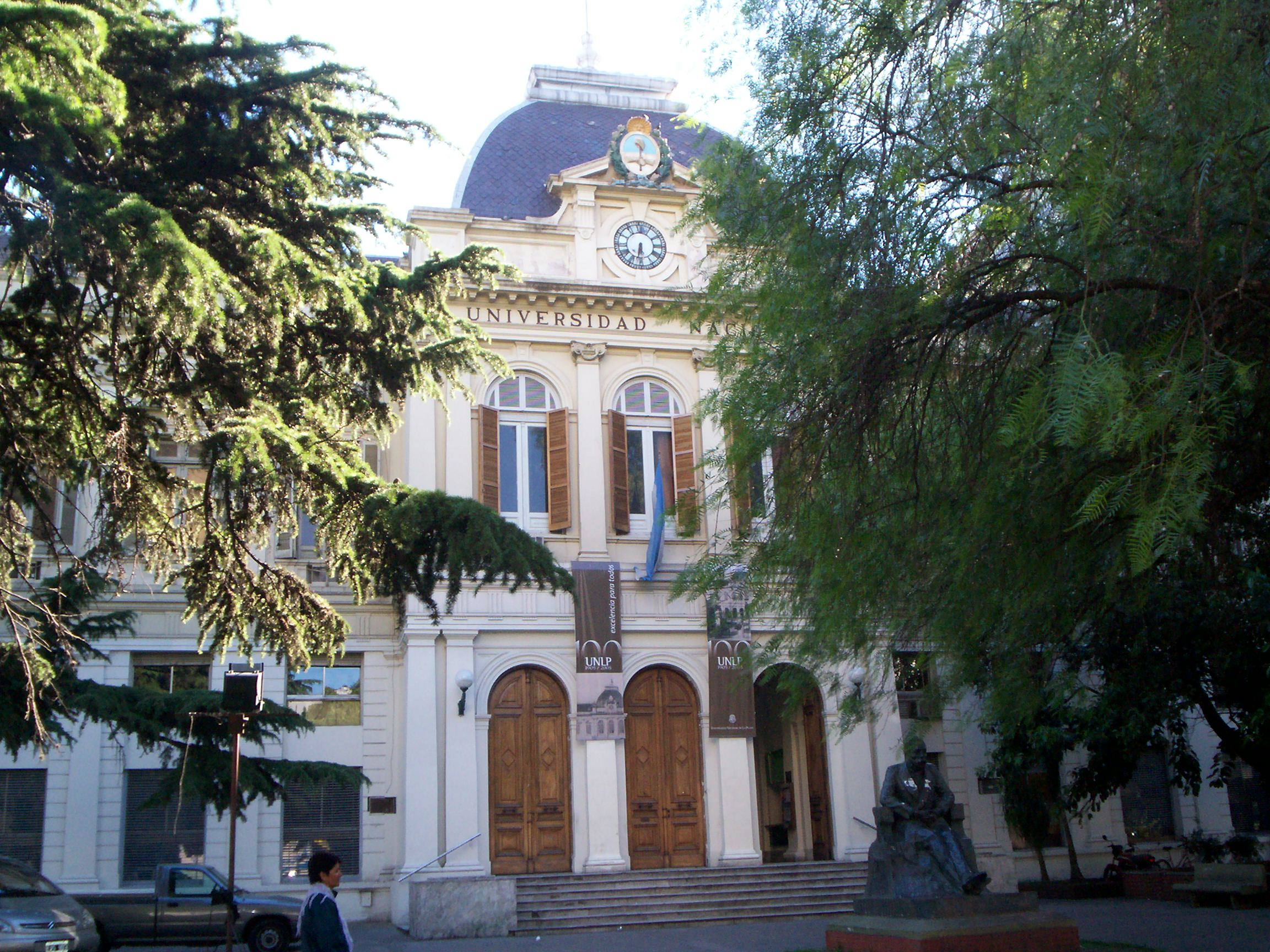
Национальный университет Ла-Платы

Улицы и дома города выполнены в строгом масонском символизме, так как и Роча, и Бенуа являлись масонами.
Правительственные губернские здания строились в условиях международной архитектурной конкуренции. Так, Губернаторский дворец был построен и стилизован итальянцами, а городская Ратуша — немцами. Кафедральный собор Ла-Платы является крупнейшей церковью Аргентины. В Ла-Плате также расположено единственное здание (частный дом хирурга Куручета) в Южной Америке, построенное архитектором Ле Корбюзье.
В Ла-Плате располагается один из важнейших университетов Аргентины, Национальный университет Ла-Платы, основанный в 1897 году и ставший государственным в 1905 году. Он знаменит, в первую очередь, своей обсерваторией и музеем. Университет окончил Эрнесто Сабато (физика); перед тем как стать писателем, он также преподавал в Сорбонне и Массачусетском технологическом институте по основной специальности. В университете учился и защитил докторскую диссертацию антрополог и социолог Нестор Гарсиа Канклини. Здесь трудились многие другие известные испаноязычные учёные, такие как доктор Рене Фавалоро и доминиканец Педро Энрикес Уренья.
Кроме того, здесь есть отделение Национального технологического университета Аргентины.

## Спорт
Важнейшим видом спорта является, естественно, футбол. В городе базируются две команды высшего аргентинского дивизиона — «Эстудиантес» и «Химнасия и Эсгрима». Название первой — «Студенты» — отражает важность науки для города. «Эстудиантес» 4 раза становился чемпионом Аргентины (плюс один любительский титул) и был одним из сильнейших клубов мира в конце 1960-х годов, когда трижды подряд выигрывал Кубок Либертадорес и один раз — Межконтинентальный Кубок, обыграв английский «Манчестер Юнайтед». Последний на данный момент титул чемпионов страны у «Эстудиантес» был завоёван в декабре 2010 года.
«Химнасия и Эсгрима» (то есть, «Гимнастика и Фехтование») выигрывала лишь однажды любительский чемпионат страны, но в последние годы также демонстрирует стабильные и высокие результаты, в частности, в 2007 году «Химнасия» была участником Кубка Либертадорес. В начале XXI века в городе была построена единая футбольная арена для обоих клубов, стадион «Сьюдад де Ла-Плата».

## Население, язык, вероисповедание
По состоянию на 2010 год, в городе проживало 643 тыс. человек. Основная часть населения — испаноязычные аргентинцы, исповедующие католицизм.

## Природные условия

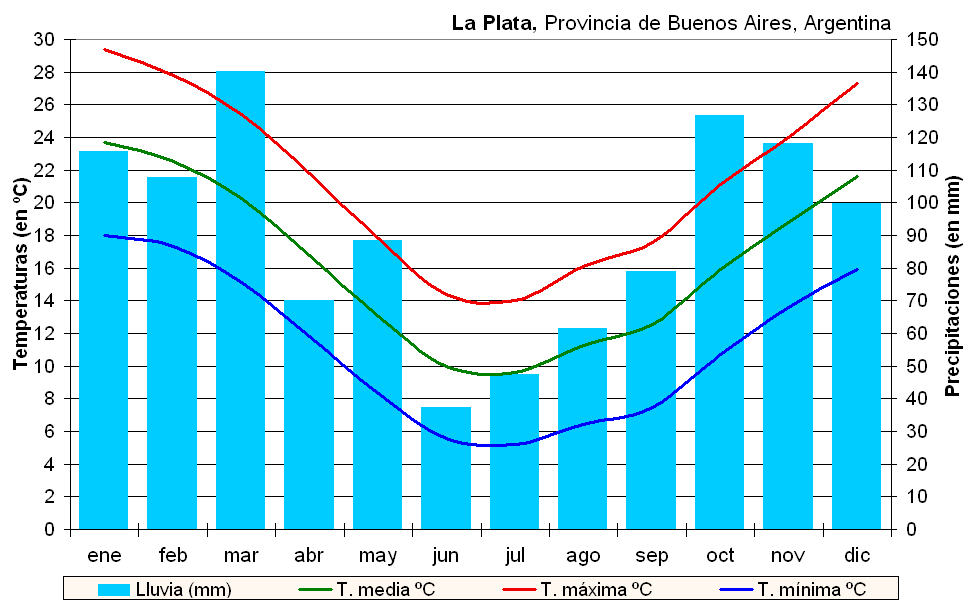
Климатограмма Ла-Платы

Обычно в Ла-Плате тёплый и влажный климат. Среднегодовая температура составляет 16,3 C°. В году обычно бывает 126 ясных дней, среднегодовое количество осадков — 1023 мм. Средняя влажность равна 78 %.

## Города-побратимы
| Страна, регион | Город-побратим          | Год установления связи |
| -------------- | ----------------------- | ---------------------- |
| Бразилия       | Порту-Алегри            | с 1982                 |
| Италия         | Болонья                 | с 1988                 |
| Израиль        | Беэр-Шева               | с 1989                 |
| Испания        | Сарагоса                | с 1990                 |
| Уругвай        | Мальдонадо              | с 1992                 |
| Парагвай       | Асунсьон                | с 1993                 |
| Чили           | Консепсьон              | с 1993                 |
| Боливия        | Санта-Крус-де-ла-Сьерра | с 1994                 |
| Уругвай        | Монтевидео              | с 1994                 |
| США            | Луисвилл                | с 1994                 |
| Италия         | Ангьяри                 | с 1998                 |
| Франция        | Булонь-сюр-Мер          | с 2000                 |
| Боливия        | Сукре                   | с 2005                 |
| Венесуэла      | Санта-Ана-де-Коро       | с 2007                 |
| Китай          | Цзюцзян                 | с 2008                 |
| Мексика        | Толука-де-Лердо         | с 2010                 |
| Бразилия       | Куритиба                |                        |
| Мексика        | Сакатекас               |                        |
| Италия         | Бивонджи                | с 2012                 |
| Китай          | Шэньян                  | с 2012                 |
| Китай          | Чэнду                   |                        |

## Известные личности
- Кристина Элизабет Фернандес де Киршнер — 55-й президент Аргентины
- Хосе Луис Браун — чемпион мира по футболу
- Франсиско Варальо — вице-чемпион мира по футболу
- Хуан Вучетич — криминалист
- Алехандро Скопельи — вице-чемпион мира по футболу
- Карлос Спегаццини — ботаник, миколог
- Адольфо Перес Эскивель — скульптор, архитектор и борец за мир. Нобелевская премия мира 1980 года
- Николас де Арредондо — губернатор-мэр.

## В астрономии
В честь Ла-Платы назван астероид (1029) Ла-Плата, открытый в 1924 году в обсерватории Ла-Плата.